# Baglioni d'oro
Il Baglioni d'oro è un riconoscimento musicale conferito agli interpreti della migliore canzone del Festival di Sanremo secondo il giudizio degli stessi partecipanti al festival; tale riconoscimento è stato consegnato per la prima volta al Festival di Sanremo 2018, prima edizione avente come direttore artistico Claudio Baglioni. Viene consegnato il giorno della serata finale, durante il Dopofestival. 

## Albo d'oro
| Anno | Artista                               | Canzone            | Posizione al Festival | Fonte |
| ---- | ------------------------------------- | ------------------ | --------------------- | ----- |
| 2018 | Ornella Vanoni con Bungaro e Pacifico | Imparare ad amarsi | 5º                    | [ 2 ] |
| 2019 | Mahmood                               | Soldi              | 1º                    | [ 3 ] |